# Daisuke Tomita
Daisuke Tomita (冨田 大介?, Tomita Daisuke ; Yamaguchi, 24 aprile 1977) è un ex calciatore e allenatore di calcio giapponese, di ruolo difensore, vice allenatore del Mito HollyHock.

## Carriera
Ha iniziato la carriera agonistica nel Mito HollyHock, sodalizio in cui milita quattro stagioni prima di venire ingaggiato nel 2004 dall'Omiya Ardija, squadra in cui giocherà sino al 2009.
Nella stagione 2010 milita nel Vissel Kobe, squadra che lascerà l'anno seguente per giocare nel Ventforet Kofu.